# سداسية الأيام الستة
سداسية الأيام الستة هي مجموعة قصصية للكاتب إميل حبيبي صدرت سنة (1969) أي بعد حرب 1967. وأعادت نشرها منظمة التحرير الفلسطينية دائرة الإعلام و الثقافة، تم نشرتها دار الشروق طباعتها عام 2006. في 162 صفحة. اختار إميل عنواناً مثيرأ لكتابه، إذ يشير إلى فكرة أن الحياة تتكون من ستة أيام فقط، يجب على الإنسان استغلالها بشكل جيد.

## نبذة
تتمحور المجموعة القصصية حول الاحتلال الإسرائيلي لأراضي فلسطين وعن نكبة 1967 وعن فلسطينيي 1948، وحول الموروث الشعبي الفلسطينيّ والعربي جلية من خلال استحضار قصة جبينة والخرزة الزرقاء، كما أنه اعتمد توظيف العديد من الأبيات الشعرية الغنائية في النصوص. يظهر هذا التوظيف من خلال بدايات بعض القصص. في بداية قصة "حين سعد مسعود بابن عمه" تظهر البداية بأغنية فيروزية، تتضمن ست حكايات حول العودة هي كالآتي:
1. حين سعد مسعود بابن عمه: " بطل الحكاية طفل، ولكنّ الحكاية ليست حكايته وحده، بل حكاية حمولة كاملة، وبلدة كاملة، ووطن كامل، حين يكتشف مسعود وجود أبناء عم له سيظنّ أنّه نجا وبات مساويًا للأطفال الآخرين. لكنّ إميل حبيبي يرسم لوحة أخرى وراء لوحة الأطفال تلك، ما معنى اكتشاف أبناء عم وعائلة كبيرة حين تمسي العائلة كلّها تحت الاحتلال.[6][7]
2. وأخيراً نور اللوز.
3. أم الروبابيكا: وهي مسرحية تتحدث عن سيدة فلسطينية ظلت تعيش وسط ركام بقايا جيرانها الذين هجروا عام 1948 في حيفا منتظرة عودة الأهل.
4. العودة: تدور أحداث القصة حول المظاهرات التي قامت في الذكرى الأولى لهزيمة حرب 1967.
5. الخرزة الزرقاء وعودة جبينه.
6. الحب في قلبي: تتطرق القصة لمأساة المعتقلين في سجون الاحتلال. تضمنت القصة رسائل مهربة من فتاة فلسطينيّة معتقلة إلى عائلتها.

## اقتباسات
"لماذا نحن ياأبت، لماذا نحن أغراب؟ أليس لنا بهذاالكون،أصحاب وأحباب"
"لادي أعدني إليها، ولو زهرة يا ربيع."
"بالإيمان راجعون، للأوطان راجعون،راجعون، راجعون، راجعون"
"البيت لنا، والقدس لنا، وبأيدينا، للقدس سلام.آت آت آت."
"ياساكن العالي طل من العالي، عينك علينا...على أراضينا، رجع اخوتنا وأهالينا."